# Средњошколски центар „Петар Петровић Његош”
Средњошколски центар „Петар Петровић Његош” је јавна средњошколска установа у општини Чајниче. Налази се у улици Краља Петра I Ослободиоца 36, у Чајничу. Назив је добила по Петру Петровићу Његошу, српском православном митрополити црногорско–приморском и поглавару Старе Црне Горе од 1784. до 1830. године.

## Историјат
Средња школа је почела са радом 1964. године као Гимназија, а 1972. је основан Средњошколски центар који су чинили Гимназија и Школа ученика у привреди. Задња генерација Гимназије је стекла образовање 1983. године, садржали су образовне профиле Управно–административна, Текстилна, Пољопривредна, Шумарска, Дрвно–прерађивачка, Машинство и обрада метала, Економија и Право и администрација. Данас центар носи назив „Петар Петровић Његош” и садржи смерове Гимназија, Економски техничар, Пословни секретар и Пословно–правни техничар. Одељење гимназије је након 22 године поново уписано школске 2005—06. године. Данас располаже са девет кабинета, фискултурном салом и радионицом за практичну наставу, ради у једној смени.